# Aosta
Aosta (francuski: Aoste) je glavni grad talijanske autonomne regije - Valle d'Aosta od 34 657 stanovnika.

## Geografske karakteristike
Aosta leži na sjeverozapadu Italije u istoimenoj kotlini Aosta, na ušću rijeka Buthier i Dora Baltea, i kriùanju puteva koji vode prema alpskim prijevojima Mali i Veliki Sveti Bernard i tunelu Mont Blanc, udaljena 114 km sjeverozapadno od Torina.

## Povijest
Aosta  je bila čvrsto uporište Salassa, keltskog plemena kojeg su Rimljani pokorili 25. pr. Kr. Rimski car August osnovao je već sljedeće 24. pr. Kr. novi grad Augusta Praetoria.
Od 5. stoljeća, Aosta je sjedište dijeceze i centar kotline Valle d'Aosta, a 1945. postala je regionalni administrativni centar.
Aosta je bila rodno mjesto Svetog Anselma (1033./34. – 1109.), nadbiskupa Canterburya.

## Znamenitosti
U Aosti se nalazi mnoštvo vrlo dobro očuvanih rimskih spomenika i tragova njihova života, ostatke gradskih zidina, dvoja gradska vrata, teatar, amfiteatar, Augustov slavoluk, čak i dijelove ceste koja je vodila za Eporediu (današnja Ivrea).
Aosta još i danas ima jasno vidljivi rimski ortogonalni raspored ulica, s jednakim insulama (stambenim blokovima).
Od spomenika iz kasnijih razdoblja tu je katedrala Santa Maria Assunta i San Giovanni Battista, poznata po svojoj sakristiji i podnim mozaicima, i sjemeništarska crkva San Orso s romaničkim klaustrom i gotičkim korskim klupama.

## Gospodarstvo
Aosta je trgovački centar svoje regije, s dobro razvijenom metalurškom industrijom. 

## Gradovi prijatelji
| - Francuska, Albertville - Francuska, Narbonne | - Francuska, Chamonix - Italija, San Giorgio Morgeto | - Rumunjska, Sinaia - Švicarska, Martigny |

## Vanjske poveznice
- (tal.) Službene stranice grada  Arhivirana inačica izvorne stranice od 21. listopada 2013. (Wayback Machine)
- (engl.) Aosta na portalu Encyclopædia Britannica